# Arbrissel
Arbrissel es una localidad y comuna francesa en la región administrativa de Bretaña, en el departamento de Ille y Vilaine y en el distrito de Rennes. 

## Demografía
| 233 | 219 | 234 | 232 | 223 | 237 |
| Para los censos de 1962 a 1999 la población legal corresponde a la población sin duplicidades (Fuente: INSEE [Consultar]) |     |     |     |     |     |

## Lugares y monumentos

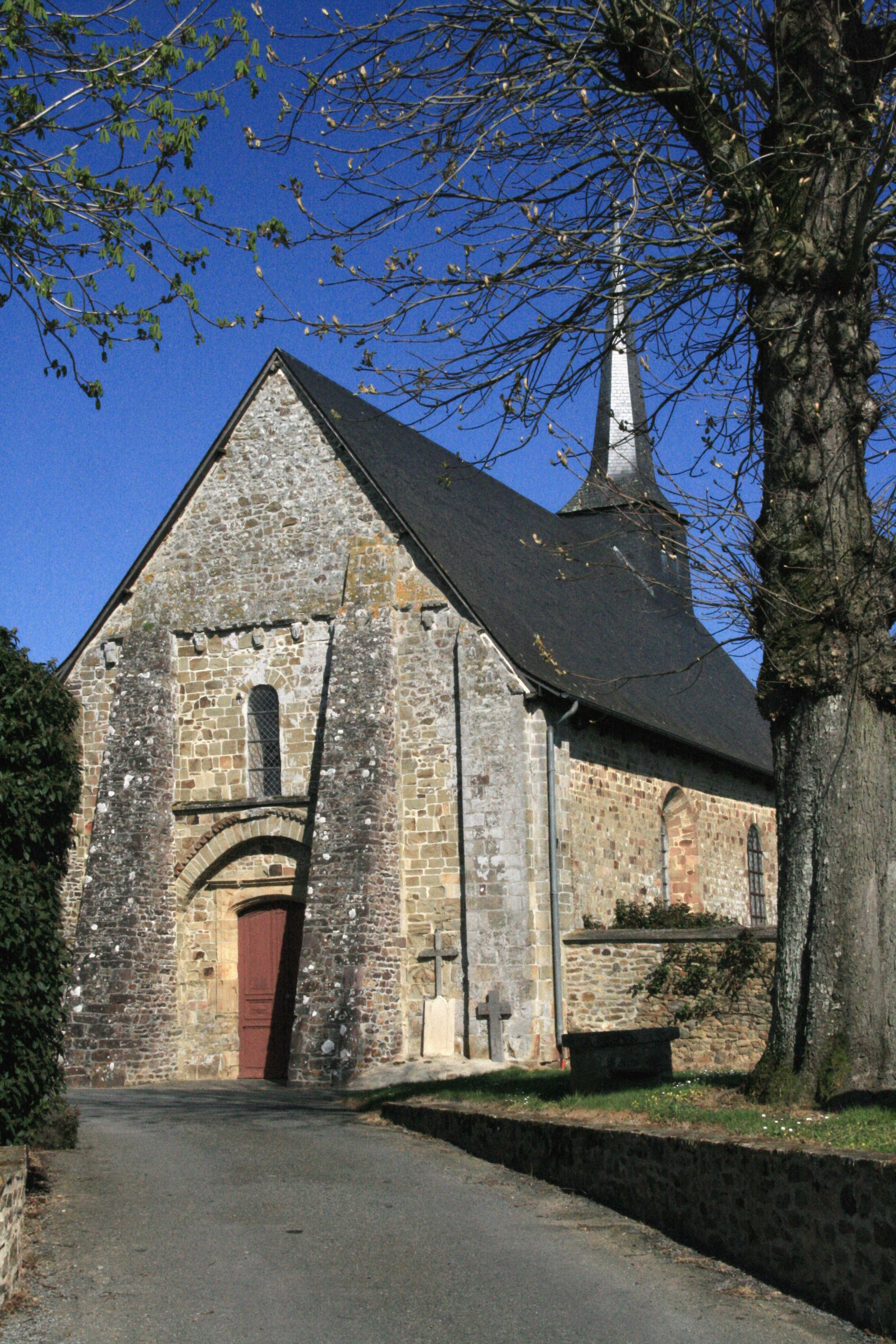
Iglesia de Saint-Pierre, románica de los siglo XI y XII

## Personalidades ligadas a la localidad
- Robert d'Arbrissel, fundador de Fontevrault